# Judith Swinkels
Judith Swinkels (Overveen, 4 de junio de 1961) es una política neerlandesa que actualmente ocupa un escaño en la Segunda Cámara de los Estados Generales desde el 3 de noviembre de 2015 por el Demócratas 66.

## Biografía
Swinkels recibió formación escolar en el Liceo Theresia de Tilburg entre 1973 y 1979. Después, estudió Derecho en la Universidad de Leiden desde 1979 hasta 1984 especializándose en derecho civil y derecho europeo. Estudió brevemente en la Universidad de Cambridge ley anglosajona e hizo una pasantía en el departamento de relaciones internacionales de la Comisión Europea en Bruselas.
Participó en las elecciones parlamentarias del 9 de junio de 2010 no siendo elegida. En los comicios del 12 de septiembre de 2012 en tanto, tampoco fue elegida; sin embargo, el 3 de noviembre de 2015 fue nombrada sucesora de Magda Berndsen tras su renuncia, con lo que ingresó a la Cámara Baja.